# Theodore Roosevelt
Theodore ”Teddy” Roosevelt, född 27 oktober 1858 i New York i New York, död 6 januari 1919 i Oyster Bay på Long Island i New York, var en amerikansk politiker (republikan). Han var USA:s vicepresident mars–september 1901 och därefter USA:s president åren 1901–1909. Han är USA:s genom tiderna yngste president och var 42 år och 10 månader då han i september 1901 efterträdde president William McKinley efter att denne blivit mördad.
Roosevelt medlade i det rysk-japanska kriget, vilket gav honom Nobels fredspris 1906. Han blev därmed den förste amerikanen att få ett Nobelpris i någon kategori.

## Biografi
Theodore Roosevelt föddes 1858 på Manhattan i New York, som nummer två i en skara av fyra barn, till affärsmannen Theodore Roosevelt Sr. (1831–1878) och Martha Stewart "Mittie" Bulloch (1835–1884). Roosevelt studerade biologi vid Harvard University.
Theodore Roosevelt inledde sin politiska karriär under 1880-talet. Han invaldes i New Yorks kongress 1881 och blev en ledare för den progressiva medelklassbetonade falangen inom det republikanska partiet. År 1882 etablerade han sig som historiker med en fackbok om sjöfasen i 1812 års krig och begav sig 1884, efter sin hustrus och mors död (på samma dag) till Dakotaterritoriet som ranchägare och sheriff. År 1886 kandiderade han, 28 år gammal, till posten som New Yorks borgmästare och kom på tredjeplats. Han blev så småningom polischef i New York och gjorde sig känd som ihärdig bekämpare av korruption och ineffektivitet och utnämndes 1898 till sjöminister. Efter utbrottet av spansk-amerikanska kriget avgick han och begav sig som ledare för ett eget regemente, the rough riders ("raska ryttarna") till Kuba och återvände som överste och krigshjälte.
Roosevelt valdes 1898 till New Yorks guvernör och 1900 till USA:s vicepresident under president William McKinleys andra administration, i hög grad på grund av påtryckningar från affärsintressen för att få bort honom från inflytelserika poster. Efter mordet på president McKinley i september 1901, tillträdde Roosevelt som USA:s president den 14 september 1901. Detta som den yngsta amerikanska presidenten någonsin, knappt 43 år gammal. 
Som en effektiv och driftig ledare under den "progressiva" eran försökte han styra partiet och landet mot en stärkt centralmakt, ökade regleringar och en mer inflytelserik, nationalistiskt färgad utrikespolitik. Roosevelts medlande i rysk-japanska kriget gav honom Nobels fredspris 1906, vilket stärkte hans rykte. Roosevelt omvaldes i presidentvalet 1904 med en stark majoritet. Under tiden som USA:s president lagstiftade han mot truster, införde vidsträckt federal konsumentlagstiftning och införde kraftiga regleringar för exploatering av landets naturresurser. Hans mål var att stärka medelklassen och bekämpa affärsintressen med sin så kallade Square Deal, som anses ha stått som modell för Franklin Roosevelts New Deal trettio år senare.
Roosevelt var hängiven miljövän och naturmänniska och praktiserade regelbundet jiu-jutsu, boxning, brottning, judo och nakenbad i Potomacfloden vintertid. Roosevelt tränades i jiu-jutsu under Yoshitsugu Yamashita, en av Jigaro Kanos studenter. Kano var den första att uppnå 10 dan i Kudokan judo. Samma Kano var även Mitsuyo Maedas lärare. Maeda var den som i sin tur överförde sina kunskaper i judo & jiu-jutsu till bröderna Carlos & Helio Gracie. Carlos Gracie & Helio Gracie skapade sedan ”Gracie jiu-jutsu” eller Brasiliansk jiu-jutsu som det är mer känt som i Sverige. Enligt Yamashita tränade Roosevelt jiu-jutsu i tre år och var en formidabel motståndare. Roosevelt var drivande för utvecklingen av judo och jiu-jutsu i USA, och var den som implementerade judo som självförsvar i den amerikanska armén. 
Roosevelt var även en av USA:s mest intellektuella presidenter, bevandrad i åtskilliga språk och han läste ofta flera böcker dagligen. Han besökte även Sverige under en europaturné 1905, där han fick se bland annat Nordiska museet, Skansen och Biologiska museet.
Mot slutet av sin presidentperiod var Roosevelt populär, men valde ändå att inte ställa upp i presidentvalet 1908, vilket han sedan ångrade, och han nominerade sin krigsminister William Howard Taft. Sedan han efter ogillande av dennes konservativa inställning försökt få den republikanska nomineringen som presidentkandidat i presidentvalet 1912 ledde detta till en partisprängning som resulterade i att Roosevelt och hans anhängare bildade Progressiva partiet, kallat "Bull Moose Party". 
Roosevelt ställde upp som presidentkandidat för detta parti i presidentvalet och fick 4,1 miljoner röster (27 procent), jämfört med Tafts 3,5 miljoner (23 procent) och demokraten Woodrow Wilsons 6,3 miljoner röster (42 procent). Wilson fick emellertid tillräckligt stöd för att vinna en majoritet i elektorskollegiet med totalt 435 elektorer. Roosevelt vann stöd av 88 elektorer, medan Taft endast fick 8. Roosevelt drog sig därefter tillbaka från politiken. Inför presidentvalet 1916 vägrade Roosevelt låta sig nomineras som progressiva partiets kandidat. Han visade däremot intresse för att bli nominerad som republikanernas presidentkandidat, men misslyckades. Han planerade ett återkommande inför 1920 års presidentval. 
Roosevelt avled emellertid den 6 januari 1919, efter att ha insjuknat under en expedition till Amazonas.

## Privatliv

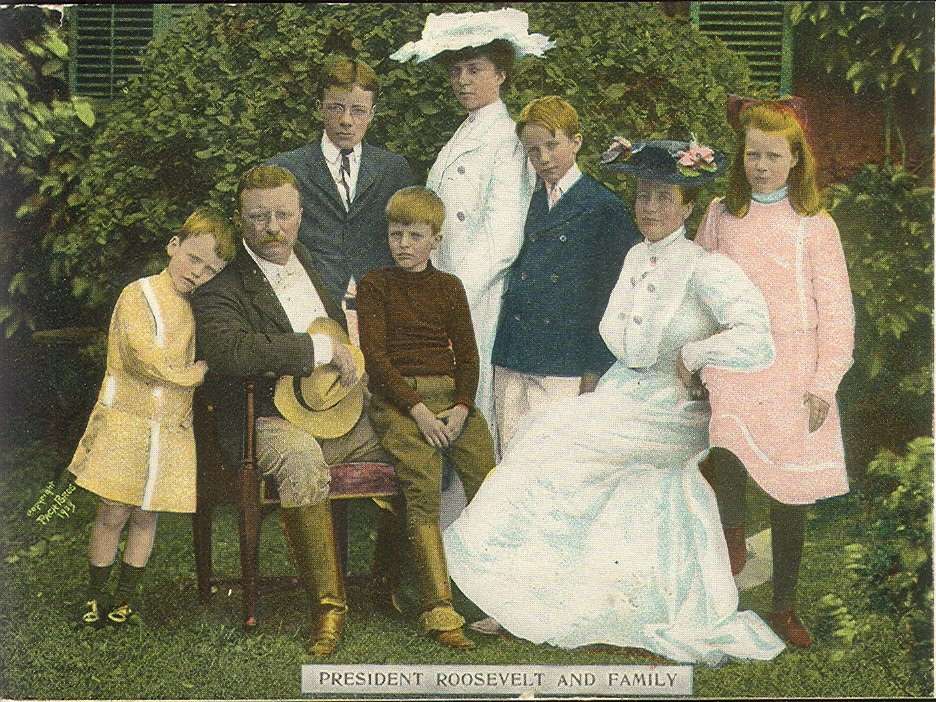
Theodore Roosevelt med familj 1903

Theodore Roosevelt gifte sig den 27 oktober 1880, samma dag som han fyllde 22 år, med Alice Hathaway Lee Roosevelt (1861–1884), med vilken han fick dottern Alice (1884–1980). Hustrun Alice avled två dagar efter barnets födelse. 
Den 2 december 1886 gifte Roosevelt sig med Edith Kermit Carow Roosevelt (1861–1948). Tillsammans fick de barnen Theodore Jr (1887–1944), Kermit (1889–1943), Ethel (1891–1977), Archibald (1894–1979) och Quentin (1897–1918).
Roosevelt var avlägsen släkting till Franklin D. Roosevelt som var USA:s president 1933–1945, och farbror till dennes hustru Eleanor.

## Teddybjörnen

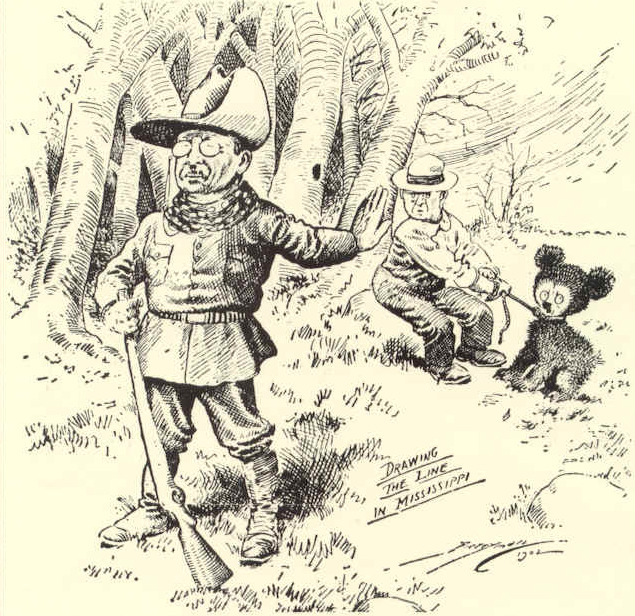
En politisk teckning i The Washington Post från 1902, föreställandes Theodore Roosevelt som under en björnjakt i Mississippi blev erbjuden att döda en infångad björnunge, men vägrade. Teddybjörnen fick sitt namn efter denna händelse.

Theodore Roosevelt har gett namn till leksaken teddybjörn. Bakgrunden är att han under en jakt 1902 erbjöds att skjuta en björn som bundits till ett träd. Han vägrade, och när historien nådde media illustrerades den humoristiskt av en känd skämttecknare Clifford Berryman. En leksakstillverkare inspirerades i sin tur av händelsen och lät sin fru tillverka en leksaksbjörn som visades upp i ett butiksfönster med skylten "Teddy Bear". Björnen började sedan masstillverkas och originalet bevarades så småningom hos Smithsonian.

## I populärkulturen
Theodore Roosevelt är en av de fyra amerikanska presidenter - den yngste - som hedrats med att bli avbildad på Mount Rushmore.
I filmerna Natt på museet (2006), Natt på museet 2 (2009) och Natt på museet 3 (2015) spelas han av Robin Williams.
En fiktiv version av Roosevelt förekommer i den tecknade Disneyserien Farbror Joakims liv av Don Rosa.
I tv-serien The Alienist (2018), som utspelas under hans tid som polischef i New York, spelas han av Brian Geraghty.

## Utnämningar till Högsta domstolen
- Oliver Wendell Holmes, Jr., 1902
- William Rufus Day, 1903
- William Henry Moody, 1906